# David Copperfield (miniserie televisiva 1999)
David Copperfield è uno sceneggiato televisivo  in due puntate diretto da Simon Curtis, trasmesso nel 1999 da BBC One.
Lo sceneggiato è una fedele trasposizione televisiva dell'omonimo romanzo di Charles Dickens. A interpretare la parte del piccolo David Copperfield è Daniel Radcliffe, al suo debutto sullo schermo. L'attore bambino ritroverà molti degli interpreti coinvolti in questa produzione televisiva anche nella serie di film su Harry Potter, di cui sarà a breve protagonista.
Il successo della produzione è suggellato dalla vincita del Peabody Award nel 2000.

## Produzione
La miniserie televisiva fu co-prodotta dalla rete americana WGBH-TV e dalla BBC.

## Distribuzione
La miniserie fu trasmessa nel Regno Unito da BBC One il 25-26 dicembre 1999 e negli Stati Uniti da PBS il 16 aprile 2000 nella serie Masterpiece. Fu quindi distribuita internazionalmente alla televisione e in DVD.